# Earl Carpenter
Earl Carpenter (Southampton, 9 maggio 1970) è un attore teatrale e cantante britannico, noto soprattutto come interprete di musical nel West End londinese.

## Biografia
Dopo gli studi al Jellicoe Theatre Bournemouth e al Poole College of Further Education, nel 1995 ha esordito sulle scene londinesi in Les Misérables, in cui interpretava Courfeyrac ed era il sostituto per la parte del coprotagonista Javert. È proprio alla figura dell'Ispettore Javert che è legata gran parte della sua carriera: Carpenter sarebbe tornato a interpretare il ruolo a Londra a più riprese tra il 2008 e il 2021, interpretando la parte anche a Broadway (2014-2016), Toronto (2013) e nella tournée asiatica (2016) e britannica (2010) del musical. Inoltre ha interpretato il ruolo del Vescovo Myriel nel concerto per il venticinquesimo anniversario del musical all'O2 Arena (2010) e nel film Les Misérables: The Staged Concert (2019).
Nel 1997 si è unito al cast del musical La bella e la bestia in scena al Dominion Theatre. Dopo due anni come sostituto per il ruolo della Bestia e Gaston, nel 1999 è diventato l'interprete principale nel ruolo del protagonista maschile, mentre nel 2003 si è unito al tour britannico del musical nel ruolo di Gaston. Nella stagione 2001/2002 recita nel suo primo musical di Andrew Lloyd Webber, una tournée di Sunset Boulevard, in cui interpreta il ruolo del protagonista Joe. Nel 2003 si è unito per la prima volta al cast di The Phantom of the Opera in scena all'His Majesty's Theatre in veste di sostituto per la parte dell'eponimo protagonista. Insieme a quello di Javert, il ruolo del Fantasma dell'Opera è stato il più rappresentativo nella carriera di Carpenter, che ha ricoperto la parte nel West End a più riprese tra il 2003 e il 2023. Nel 2023 inoltre ha interpretato il ruolo minore di Monsieur Gilles André nel primo allestimento italiano del musical in scena a Trieste e Milano. Parallelamente ai frequenti ingaggi in Les Misérables e Il fantasma dell'Opera, ha continuato ad apparire regolarmente in numerosi musical in scena a Londra e in tournée britanniche, tra cui We Will Rock You (2011), Evita (2011) e Ragtime (2016).

## Teatrografia parziale
- Les Misérables di Claude-Michel Schönberg, Alain Boublil e Herbert Kretzmer, regia di Trevor Nunn e John Caird. Palace Theatre (1995-1997), Queen's Theatre (2008; 2012) di Londra
- La bella e la bestia di Alan Menken, Tim Rice e Howard Ashman, regia di Robert Jess Roth. Dominion Theatre di Londra (1997-1999), tour UK (2002)
- The Witches of Eastwick di Dana P. Rowe e John Dempsey, regia di Eric Schaeffer. Theatre Royal Drury Lane e Prince of Wales Theatre di Londra (2000-2001)
- Sunset Boulevard di Andrew Lloyd Webber, Don Black e Christopher Hampton, regia di Robert Carsen. Tour UK (2001-2002)
- The Phantom of the Opera di Andrew Lloyd Webber, Charles Hart e Richard Stilgoe, regia di Harold Prince. His Majesty's Theatre di Londra (2003-2004; 2005-2007; 2011-2012; 2015; 2023)
- Les Misérables di Claude-Michel Schönberg, Alain Boublil e Herbert Kretzmer, regia di Laurence Connor. Tour UK, Barbican Centre di Londra, Théâtre du Châtelet di Parigi (2010)
- We Will Rock You di Brian May e Ben Elton, regia di Ben Elton. Tour UK (2010-2011)
- Evita di Andrew Lloyd Webber e Tim Rice, regia di Bob Tomson and Bill Kenwright. Tour europeo e britannico (2011)
- The Phantom of the Opera di Andrew Lloyd Webber, Charles Hart e Richard Stilgoe, regia di Laurence Connor. Tournée britannica (2012-2013)
- Ragtime di Terrence McNally, Lynn Ahrens e Stephen Flaherty, regia di Thom Sutherland. Charing Cross Theatre di Londra (2016)
- The Phantom of the Opera di Andrew Lloyd Webber, Charles Hart e Richard Stilgoe, regia di Federico Bellone. Politeama Rossetti di Trieste, Teatro degli Arcimboldi di Milano (2023)

## Filmografia
- Les Misérables in Concert: The 25th Anniversary, regia di Nick Morris (2010)
- The Phantom of the Opera at the Royal Albert Hall, regia di Nick Morris (2011)
- Les Misérables: The Staged Concert, regia di Nick Morris (2011)